# Phyllophaga straminea
Phyllophaga straminea är en skalbaggsart som beskrevs av Bates 1888. Phyllophaga straminea ingår i släktet Phyllophaga och familjen Melolonthidae. Inga underarter finns listade i Catalogue of Life.